# Lingua klingon

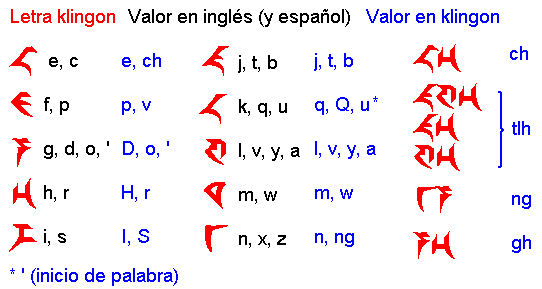
Alfabeto klingon

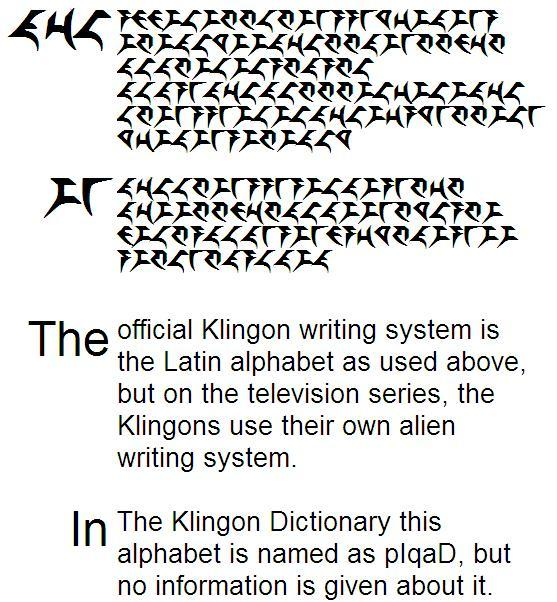
Un esempio di alfabeto klingon

La lingua klingon (nome nativo tlhIngan Hol) è una lingua artistica ideata da Marc Okrand e da James Doohan per la Paramount Pictures e parlata dalla razza aliena dei Klingon nelle serie TV e nei film di fantascienza di Star Trek. La lingua Klingon fu progettata servendosi di un ordine Oggetto Verbo Soggetto per dare una sensazione aliena al linguaggio.
A volte ci si riferisce al klingon con la parola klingonese, ma fra la comunità di parlanti questo termine viene spesso utilizzato per riferirsi ad un'altra lingua klingon, il Klingonaase, descritta nei romanzi di John M. Ford ispirati a Star Trek.
La lingua Klingon ha codice ISO 639-2: tlh.

## Fonologia
|               |               | Labiali | Dentali / Alveolari | Dentali / Alveolari | Retroflesse | Postalveolari / palatali | Velari | Uvulari | Glottali |
| centrali      | laterali      | Labiali |                     |                     | Retroflesse | Postalveolari / palatali | Velari | Uvulari | Glottali |
| ------------- | ------------- | ------- | ------------------- | ------------------- | ----------- | ------------------------ | ------ | ------- | -------- |
| Occlusive     | Sorde         | pʰ      | tʰ                  |                     |             |                          |        | qʰ      | ʔ        |
| Occlusive     | sonore        | b       |                     |                     | ɖ           |                          |        |         |          |
| Affricate     | Sorde         |         |                     | t͡ɬ                  |             | t͡ʃ                       |        | q͡χ      |          |
| Affricate     | sonore        |         |                     |                     |             | d͡ʒ                       |        |         |          |
| Fricative     | Sorde         |         |                     |                     | ʂ           |                          | x      |         |          |
| Fricative     | sonore        | v       |                     |                     |             |                          | ɣ      |         |          |
| Nasali        | Nasali        | m       | n                   |                     |             |                          | ŋ      |         |          |
| Vibranti      | Vibranti      |         | r (ɹ)               |                     |             |                          |        |         |          |
| Approssimanti | Approssimanti | w       | r (ɹ)               | l                   |             | j                        |        |         |          |

## Sistema di scrittura
L'alfabeto dei klingon è il pIqaD, che viene traslitterato nel seguente modo:
| pIqaD | alfabeto latino | IPA  |
| ----- | --------------- | ---- |
|      | a               | /a/  |
|      | b               | /b/  |
|      | ch              | /t͡ʃ/ |
|      | D               | /ɖ/  |
|      | e               | /ɛ/  |
|      | gh              | /ɣ/  |
|      | H               | /x/  |
|      | I               | /ɪ/  |
|      | j               | /d͡ʒ/ |
|      | l               | /l/  |
|      | m               | /m/  |
|      | n               | /n/  |
|      | ng              | /ŋ/  |
|      | o               | /o/  |
|      | p               | /pʰ/ |
|      | q               | /qʰ/ |
|      | Q               | /q͡χ/ |
|      | r               | /r/  |
|      | S               | /ʂ/  |
|      | t               | /tʰ/ |
|      | tlh             | /t͡ɬ/ |
|      | u               | /u/  |
|      | v               | /v/  |
|      | w               | /w/  |
|      | y               | /j/  |
|      | '               | /ʔ/  |

## Influenza culturale
Un'opera lirica, dal titolo ’u’, rappresentata per la prima volta all'Aia nel 2000, è cantata interamente in klingon.
Sono stati tradotti in klingon alcuni capolavori della letteratura mondiale, quali la saga mesopotamica di Gilgameš, Amleto e Molto rumore per nulla di Shakespeare. 
La lingua klingon è spesso associata nei media – anche parodisticamente – agli appartenenti alla sottocultura "nerd". Di conseguenza vi sono numerose opere, a partire dalle serie televisive, che la citano.
L'Uomo dei fumetti, personaggio della sitcom animata I Simpson, è un cultore di questa lingua e la cita in diversi episodi. In The Big Bang Theory, i protagonisti la utilizzano per parlare in pubblico senza essere capiti. Nell'episodio 2x10 della serie televisiva fantascientifica Timeless, Jiya la usa per comunicare attraverso il tempo con i suoi amici nel presente.